# Rafael Ramazotti
Rafael Ramazotti de Quadros, noto semplicemente come Rafael Ramazotti (São Caetano do Sul, 9 agosto 1988), è un calciatore brasiliano, attaccante svincolato.

## Palmarès

### Club

#### Competizioni nazionali
- Singapore Premier League: 1

DPMM: 2015
- Campionato qatariota di seconda divisione: 1

Al-Mu'aidar: 2022-2023

### Individuale
- Capocannoniere della Singapore Premier League: 2

2015 (21 reti), 2016 (20 reti)